# Gungminui-Partei
Die Gungminui-Partei (Koreanisch: 국민의당, Transliteration: Gungminui-dang, deutsch: Partei der Bürger oder auch manchmal Volkspartei genannt) ist eine südkoreanische Partei, die – von dem früheren Unternehmer Ahn Cheol-soo (안철수) initiiert – am 2. Februar 2016 in der Metropolitan City Daejeon (대전광역시) gegründet wurde.

## Geschichte
Ahn Cheol-soo war Mitglied der Sae-jeongchi-minju-yeonhap-Partei (새정치민주연합, deutsch: Neue politische Allianz für Demokratie), heute Deobureo-minju-Partei (더불어민주당, Transliteration: Deobureo-minju-dang, deutsch: Gemeinsame Demokratische Partei), die er im März 2014 als Co-Parteiführer mit gründete. Nach einem Zerwürfnis mit dem zweiten Co-Vorsitzenden Moon Jae-in (문재인) über die Neuausrichtung der Partei und die Frage nach einer neuen Parteiführung, verließ Ahn am 13. Dezember 2015 die Partei mit der Ankündigung, eine neue Partei gründen zu wollen. Eine erste Veranstaltung der Partei in Gründung fand am 9. Januar 2016 mit 1978 eingetragenen Gründungsmitgliedern und sieben amtierenden Abgeordneten in Seoul statt. Das anschließend am 10. Januar 2016 gebildete Komitee zur Vorbereitung der Gründung einer neuen Partei versuchte Abgeordnete von Ahns alter Partei zu einem Wechsel zu der neuen Partei zu bewegen. Insgesamt 17 Abgeordnete folgten diesem Begehren, doch erreichten die Parteistrategen damit nicht die erforderliche Anzahl von 20 Abgeordneten, um in der Gukhoe (국회), der koreanischen Nationalversammlung, eine eigene Fraktion bilden zu können.
Am 25. Januar traten Ahn und Cheon Jeong-bae (천정배), der auch die Partei verlassen hatte, zusammen mit der Botschaft auf, ein Gegengewicht zu der wachsenden Macht der Präsidentin Park Geun-hye (박근혜) schaffen zu wollen. Am 2. Februar 2016 wurde die Partei dann schließlich offiziell gegründet und trat zu den Wahlen zur koreanischen Nationalversammlung am 13. April 2016 an, bei der sie auf Anhieb 14,5 % Stimmenanteil bei den Direktmandaten und 26,7 % Stimmenanteil über die Parteiliste erhielt, damit aber lediglich 38 Sitze in der Nationalversammlung erreichte.
Anfang 2018 fusionierte die Partei mit der konservativen Bareun-Partei zur Bareun-mirae-Partei.